# Kronborg (traghetto)
Il Kronborg era un traghetto costruito nel 1973 in Danimarca per la compagnia ferroviaria di stato, la DSB. Dal 1997 al 2004 ha prestato servizio in Italia per la TR.I.S. e la EneRmaR, venendo venduto per la demolizione nel 2006.

## Caratteristiche
Progettato per il trasporto di carrozze ferroviarie sulla breve rotta Helsingør (Danimarca) - Helsingborg (Svezia), il Kronborg era un traghetto bidirezionale, che non presentava quindi una prua ed una poppa definite, ma aveva due estremità identiche e fornite di rampe per rendere più semplici le manovre di ormeggio in porto e le operazioni di imbarco e sbarco dei mezzi. Faceva parte di una serie di quattro unità simili, pensate per offrire spazi più confortevoli e panoramici ai passeggeri a bordo rispetto alle precedenti unità bidirezionali della DSB, i cui saloni passeggeri erano collocati principalmente sotto il ponte di coperta. 
Il Kronborg era lungo quasi 88 metri, aveva una stazza lorda di 1667 tonnellate e poteva trasportare 800 passeggeri e 8 carrozze ferroviarie; il ponte garage poteva ospitare anche mezzi gommati. La propulsione era garantita da quattro motori Diesel collegati a due eliche a pale regolabili, poste una a prua e l'altra a poppa.
In seguito all'acquisto da parte di una fondazione culturale danese nel 1994 fu ristrutturata per ospitare delle mostre, con un intervento che comportò la copertura completa del ponte auto. Dopo la dismissione da parte delle ferrovie dello stato danesi i binari nel garage furono rimossi.

## Servizio
Il Kronborg fu impostato nell'aprile 1972, varato il 9 dicembre dello stesso anno e consegnato alle ferrovie dello stato danesi il 9 giugno 1973, per un costo di 28,8 milioni di corone danesi, dopo aver effettuato le prove in mare il 31 maggio. Entrò in servizio tra Helsingør ed Helsingborg il 15 giugno dello stesso anno, rimanendo su questa rotta fino al 17 dicembre 1991; il giorno dopo fu posto in disarmo e messo in vendita, venendo spostato a Copenaghen il 28 aprile 1992.
Comprato dalla Kulturby Fond '96 nel giugno 1993, tra il 21 febbraio e l'8 maggio 1994 fu sottoposto a dei lavori di rifacimento durante i quali il ponte auto fu coperto completamente, venendo in seguito utilizzato per diverse mostre. Messo in disarmo nel gennaio del 1997, fu comprato a ottobre dello stesso anno dalla TR.I.S. di Nicola Parascandolo, che lo immise sul collegamento Palau - La Maddalena. Dopo il fallimento della TR.I.S. nel settembre del 2002, il Kronborg fu acquistato dalla compagnia genovese EneRmaR, rimanendo sulla linea Palau - La Maddalena.
Disarmato a La Maddalena nell'agosto 2004, fu venduto due anni dopo per la demolizione in Turchia, arrivando ad Aliaga nell'agosto 2006.

## Origine del nome
La nave prendeva il nome dal Castello di Kronborg, che sorge nelle vicinanze di Helsingør.